# 童大埙
童大埙（1911年8月25日—2011年2月11日），上海崇明人，铁道工程专家，中国“铁道工程”学科的开拓者之一。
童大埙早年就读于南洋公学附属高级小学（现上海市南洋模范中学）、附属中学，1927年考入交通大学电机工程系，后改学土木工程并于1931年毕业。此后在平绥铁路局工作。1934年以第一名考取第二届中英庚款留英生并就读于伦敦大学帝国理工学院，师从知名土木工程学家艾尔弗雷德·皮帕德（Alfred Pippard）。
1937年毕业后回国，任教于国立湖南大学。1939年起，历任叙昆铁路工程局第八闷段副工程师、滇缅铁路工程局正工程师。1942年后，又任重庆交通大学教授，中央设计局交通组专门委员、昆明滇缅公路油管工程处副处长等。抗战结束后出任教育部高等教育司帮办。
中华人民共和国成立后出任同济大学土木系教授，历任铁道工程系副主任，铁路、道路及桥梁工程系主任。1956年当选二级教授。1973年出任上海铁道学院土木工程系教授，1977年被评为上海市科技先进工作才，1987年9月退休。后又出任上海铁道学院咨询委员会副主任委员。2011年2月11日逝世。
他还是中国民主同盟盟员，民盟上海市委员、常委、顾问，上海市政协第二届委员、第三至六届常委，上海市铁道学会常务一事、荣誉理事，铁道科学研究院学术委员会委员、名誉委员。